# Pioneer Venus 2
De Pioneer Venus 2 was een Amerikaanse onbemande ruimtevlucht naar Venus uit 1978. Zij maakte deel uit van het Pioneer Venus-project en werd gelijktijdig uitgevoerd met de drie maanden eerder gelanceerde Pioneer Venus 1. Doel van deze gezamenlijke missie was het in kaart brengen van het oppervlak en studie naar de atmosfeer en ionosfeer van de planeet. Enige tijd voor aankomst liet Pioneer Venus 2 vier atmosferische sondes los die de dampkring van Venus binnendrongen om metingen te verrichten. Daarna verbrandde deze verkenner in de atmosfeer.

## Missiedoelen
De doelen van deze gezamenlijke missie waren:
- Samenstelling van de wolken bepalen
- Studie naar opbouw en samenstelling van de atmosfeer, vanaf grote hoogte tot aan de oppervlakte
- Vaststellen van samenstelling en opbouw van de ionosfeer
- De geografische kenmerken van het planeetoppervlak vastleggen
- Onderzoek naar interactie van zonnewind met het magnetisch veld van Venus
- Onderzoek naar de karakteristieken van het zwaartekrachtsveld van Venus

## Opbouw

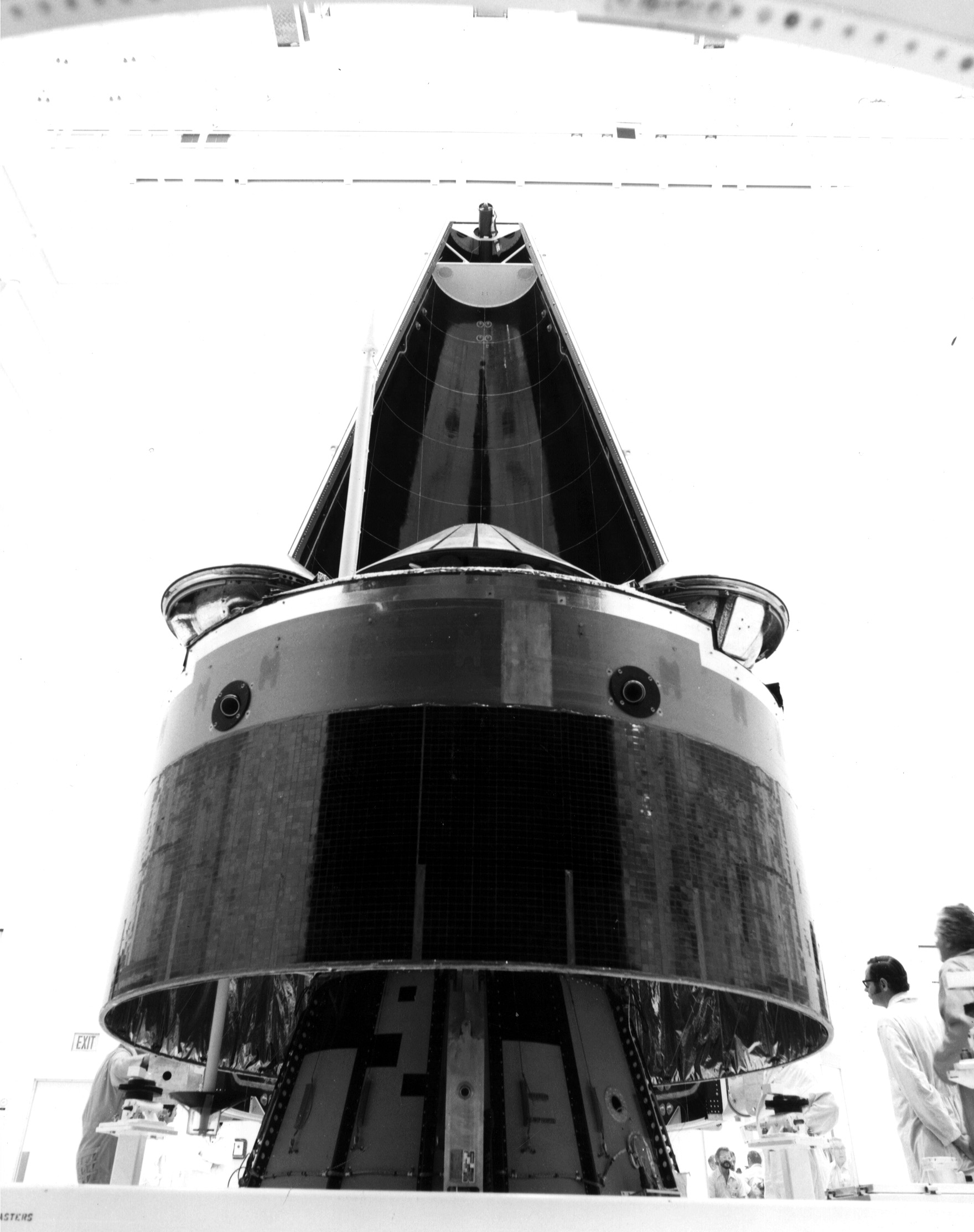
Plaatsing van Pioneer Venus 2 in de neuskegel van de draagraket op 20 juli 1978

### Moederschip
Het cilindervormige moederschip had een diameter van 2,5 m, een hoogte van 2,9 m en kon maximaal 15 g aan. De grote atmosferische sonde was in het midden aangebracht, de kleinere daar omheen met een tussenruimte van 120°. De accu's werden van stroom voorzien door rondom de cilinder aangebrachte zonnecellen. Communicatie geschiedde via twee in alle richtingen gevoelige antennes die voor en achter waren aangebracht en een hoornantenne aan de achterkant. Sterrenzoekers en zes stuurraketjes zorgden voor standregeling. Het moederschip zelf was niet uitgerust met parachute of hitteschild want het onderzocht slechts de bovenste lagen van de atmosfeer. De atmosferische sondes waren niet ontworpen om de inslag op Venus te weerstaan, maar twee ervan overleefden de harde klap van de landing.
Het totaalgewicht van deze verkenner bedroeg 875 kg, waarvan 32 kg brandstof dimethylhydrazine (N2H4). De stuurraketjes leverden 4,45 N stuwkracht. Omdat Pioneer Venus 2 in de atmosfeer zou verbranden, was een remraket niet noodzakelijk. Het moederschip zelf woog slechts 290 kg, waarvan 57,6 kg wetenschappelijke instrumenten. De vier atmosferische sondes wogen bij elkaar 585 kg. De totale kosten van deze sondes bedroegen 83 miljoen dollar. Dit ruimtevaartuig werd gebouwd door de Hughes Aircraft Company.
Het moederschip voerde als nuttige lading:
- BNMS - Een spectrometer voor neutrale deeltjes om oorsprong en lange termijn-ontwikkeling van de Venusiaanse atmosfeer te bepalen, de dynamiek in de bovenste atmosfeerlagen en diens energiebalans en de inwerking van zonnestraling en interplanetaire ruimte op die lagen. Dit instrument had een bereik van 1 tot 46 u, gebruikte 6 W aan vermogen en woog 5 kg.
- BIMS - Ionenmassa spectrometer. Deze stuurde een ionenstraal naar het te onderzoeken oppervlak en ving gereflecteerde deeltjes op, waardoor de samenstelling kon worden bepaald. Deze deed metingen over de wisselwerking tussen de zonnewind en Venus, de fotochemie van de bovenste atmosfeerlagen en diens massa en hoe warmte zich in de Venusiaanse atmosfeer verspreidde. Het had een bereik van 1 tot 60 u en nam ionen waar in de bovenste atmosfeerlagen vanaf het passeren van de boogschok tot het moederschip verbrandde in de atmosfeer. Gewicht 1 kg en vermogen 1 W.

### Grote atmosferische sonde
Deze sonde had een gewicht van 315 kg en een diameter van 1,5 m. Het drukvat met een diameter van 0,732 m was opgebouwd uit drie titanium onderdelen. Een bolvormig achterstuk, een rond middenstuk en het voorstuk. Ieder onderdeel was via bouten, flensverbindingen, O-ringen en afdichtingen aan elkaar bevestigd. Het drukvat werd afgevuld met stikstof tot een druk van 102 kPa; daarnaast kon een drukfles met stikstof de druk met maximaal 41 kPa verhogen. De radioverbinding functioneerde via vier 10 W versterkers op een golflengte van 2,3 GHz. Elektriciteit kwam van een ingebouwde zilver-zinkaccu met een capaciteit van 40 Ah. Twee beryllium panelen boden plaats aan het boordinstrumentarium. Voor isolatie was de binnenkant bekleed met kapton dekens van 2,5 cm dikte. Uit het achterstuk stak een antenne; twee uitsteeksels (aan weerszijden van het toestel) boden plaats aan een thermometer en een prisma. De verkenner had veertien afgedichte openingen. Eén voor de antenne, twee voor technisch personeel, vier voor de bekabeling en zeven voor de wetenschappelijke instrumenten. De stompe neuskegel beschikte over een hitteschild met ablatieve coating van een koolstofverbinding. De hulpparachute met mortier bevond zich aan de buitenkant. De hoofdparachute aan de achterkant was middels drie bevestigingen met het drukvat verbonden. Deze sonde kreeg de naam Sounder.
Deze sonde droeg de volgende experimenten:
- LNMS - Spectrometer voor neutrale deeltjes om na te gaan uit welke componenten de lagere atmosfeerlagen waren opgebouwd. Tijdens de afdaling kwamen 50 metingen binnen. Eén monster werd apart onderzocht op de aanwezigheid van edelgassen. Het verbruikte 12 W en woog 9 kg.
- LSFR - flux radiometer voor meting van zonneflux, om te bepalen waar door de zon uitgestraalde energie in de Venusiaanse atmosfeer terechtkwam. Zes detectoren maten de intensiteit van verstrooid zonlicht. Tijdens de afdaling gaven de verschillen in meting tussen de naar boven gerichte en omlaag kijkende detectoren een inzicht hoe het zonlicht door de atmosfeer werd verstrooid. Met een gewicht van 2 kg had het een vermogen van 4 W.
- LGC - gaschromatograaf om de samenstelling van de onderste atmosfeerlagen te bepalen. Door deductie verkreeg men onder meer inzicht in de IR opaciteit, in hoeverre de oppervlakten van Aarde en Venus overeenkwamen en de ontwikkeling van de atmosfeer van Venus. Dit instrument had een gewicht van 3 kg en een vermogen van 4,6 W.
- LIR - Een infrarood radiometer, deze vierkanaals radiometer keek omlaag en verrichtte metingen betreffende warmteverspreiding, merkte wolkenlagen op, en bestudeerde hun samenstelling en schatte de hoeveelheid waterdamp in. Gewicht 2 kg, vermogen 3 W.
- LCPS - Spectrometer om de samenstelling van het Venusiaanse wolkendek vast te stellen. Deze stelde de concentratie en grootte van deeltjes in de atmosfeer vast. Dit geschiedde door middel van een laser die deze deeltjes liet oplichten. De hierdoor veroorzaakte schaduwen gaven inzicht in hun grootte en concentratie. Dit instrument ontwierp men niet speciaal voor deze missie: vliegtuigen en weerballonnen maakten er ook veelvuldig gebruik van. Vergeleken met andere onderzoeksapparatuur was dit een stroomvreter met een verbruik van 20 W en een gewicht van 2,5 kg.
- LAS - Instrument voor onderzoek naar opbouw van de atmosfeer. Het bestond uit een accelerometer, barometers en thermometers en leverden een profiel van de atmosfeer op vanaf 140 km hoogte naar het oppervlak. Bovendien mat deze sonde zowel verticale als horizontale windsnelheden en turbulentie. Vervolgens werden deze metingen naast die van de kleinere sondes gelegd om inzicht te krijgen in de luchtstromingen op Venus. Deze woog 2,5 kg en verbruikte 4,7 W.
- LN - Een Nephelometer, die de teruggekaatste energie van in de wolken zwevende deeltjes energie vastlegde. Deze gebruikte een gallium arsenide laser diode en verlichtte zo de wolk op ±9000 Å. Ook deze metingen werden vergeleken met die van de drie kleinere sondes. Het gewicht bedroeg 0,5 kg, het vermogen 1,3 W.
- DLBI - Very-long-baseline interferometry, om de maximum windsnelheden in de onderste atmosfeerlagen te bepalen.
- MPRO - Onderzoek naar voortplanting door middel van refractie. De Venusatmosfeer beïnvloedde de radiosignalen van de sonde. Deze gegevens gebruikte men voor ontwerpen van toekomstige verkenners.

### Kleine atmosferische sondes

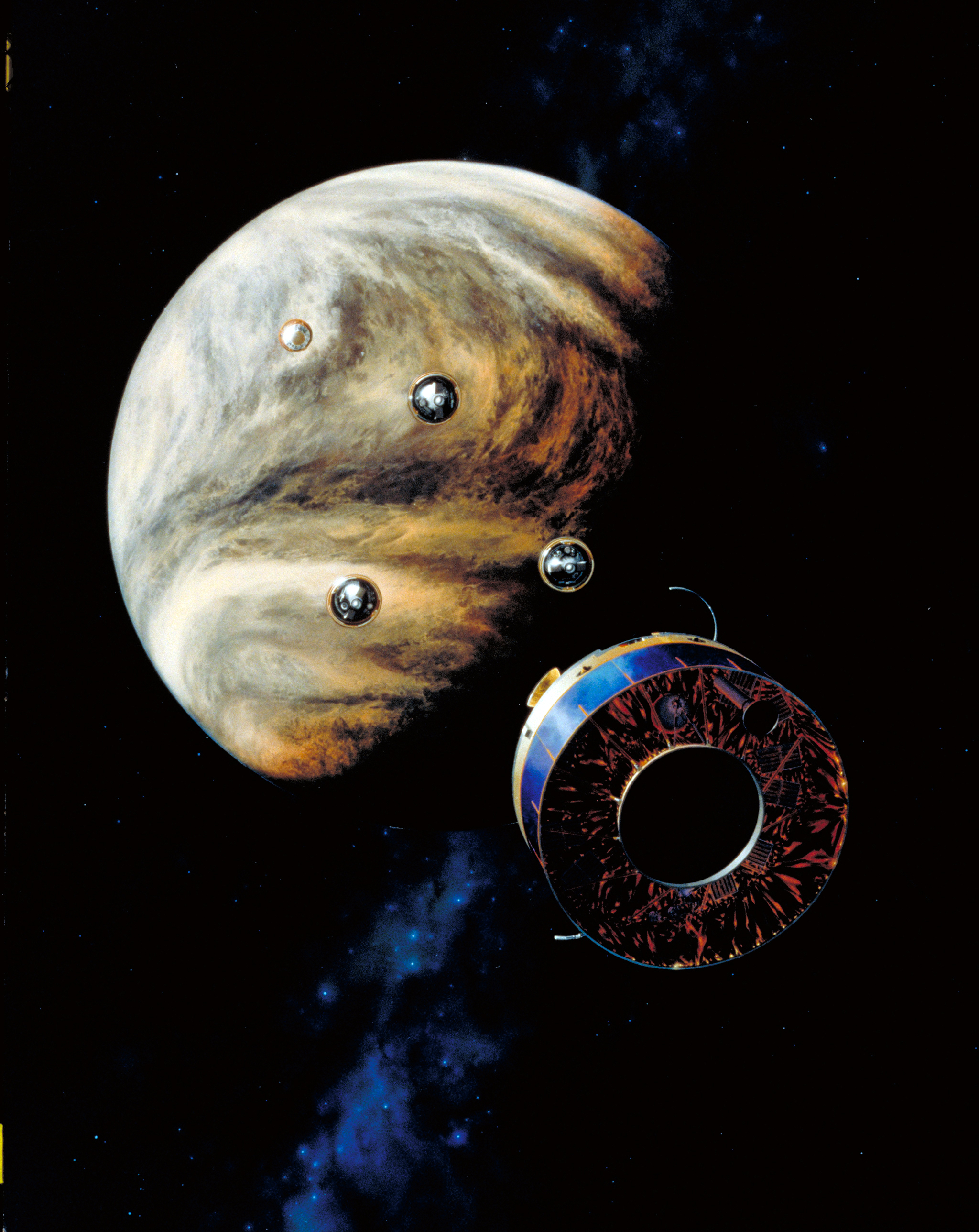
Aankomst bij Venus: de vier sondes gaan op weg

De drie sondes bestonden uit een onder druk gebracht eenheid met een achterstuk, een uit glasvezel opgebouwde honingraatstructuur, omgeven door een conisch gevormd hitteschild. De diameter bedroeg 0,8 m bij een gewicht van 90 kg. Het drukvat bevatte het complete boordinstrumentarium en was opgebouwd uit twee geflensde halve bollen van titanium, middels bouten en O-ringen en afdichtingen aan elkaar bevestigd. Aan de binnenkant was de bol voorzien van kapton isolatiedekens en de instrumenten waren aan twee beryllium panelen bevestigd om zoveel mogelijk hitte te kunnen absorberen. Het met xenon afgevuld geheel stond onder een druk van 102 kPa, van waaruit boven een kleine half-bolvormige antenne stak. In totaal had het drukvat zeven openingen: een voor de antenne, drie voor elektrische kabels, één om technisch personeel toegang te verschaffen en twee voor de wetenschappelijke instrumenten. Verder beschikte de sonde over diamanten en saffieren venters. Die hadden een Nederlands tintje, aangezien het diamanten venster was vervaardigd door een bedrijf uit Amsterdam. De buitenkant bestond uit een titanium vervaardigde, 45° stompe kegel met een hitteschild met ablatieve coating van een koolstofverbinding. Omdat het toestel slechts een ballistische koers volgde, ontbrak iedere vorm van voortstuwing of standregeling, evenals een parachute. Dit trio werd Day, Night en North gedoopt.
Deze sondes waren toegerust voor de volgende experimenten:
- MPRO - Onderzoek naar voortplanting door middel van refractie en maakte gebruik van door het DSN uitgezonden signalen. De Venusatmosfeer beïnvloedde de radiosignalen van de sonde. Deze gegevens gebruikte men voor ontwerpen van toekomstige verkenners.
- MTUR - Onderzoek naar kleinschalige turbulenties. Ook dit experiment gebruikte DSN-signalen, om de aanwezigheid en de kracht van deze turbulenties te bepalen. Dit droeg bij aan een beter begrip van de luchtstromingen in de atmosfeer.
- DLBI - Very-long-baseline interferometry, om de maximum windsnelheden in de onderste atmosfeerlagen te bepalen.
- SN - Nephelometer, die de teruggekaatste energie van in de wolken zwevende deeltjes energie vastlegde. Deze gebruikte een gallium arsenide laser diode en verlichtte zo de wolk op ± 9000 Å. Ook deze metingen werden vergeleken met die van de drie kleinere sondes. Het gewicht bedroeg 0,5 kg, het vermogen 1,3 W.
- SNFR - Flux radiometer voor meting van zonneflux, om te bepalen waar door de zon uitgestraalde energie door de Venusiaanse atmosfeer werd geabsorbeerd. Een detector, van één sonde gericht op de dagzijde van Venus (0,2-4 micrometer) en de andere twee op de nachtzijde (1-25 micrometer), mat de intensiteit van verstrooid zonlicht. Met een gewicht van 0,4 kg had het een vermogen van 2,2 W.
- SAS - Onderzoek naar opbouw van de atmosfeer. Dit instrument bestond uit een accelerometer, barometers en thermometers en leverden een profiel van de atmosfeer op vanaf 140 km hoogte naar het oppervlak. Bovendien mat deze sonde zowel verticale als horizontale windsnelheden en turbulentie. Vervolgens werden deze metingen naast die van de kleinere sondes gelegd om inzicht te krijgen in de luchtstromingen op Venus. Deze woog 1,2 kg en verbruikte 3,4 W.

## Verloop van de missie

### Lancering
De Pioneer Venus 2 werd op 8 augustus 1978 gelanceerd door een Atlas SLV-3D/Centaur draagraket vanaf platform 36A te Cape Canaveral.

### Aankomst bij Venus
De reis duurde vier maanden. Na een vlucht van 123 dagen en een koerscorrectie op 16 augustus naderde Pioneer Venus 2 zijn doel. De snelheid bedroeg 5,4 km/s (19.500 km/u). Volgens plan liet het moederschip nu de atmosferische sondes los. De grote vertrok ± 24 dagen voor aankomst als eerste op 16 november op 11,1 miljoen km van Venus, gevolgd door de drie kleinere, 20 dagen voor aankomst, op 20 november en op een afstand van 9,3 miljoen km tot de planeet. De grote atmosferische sonde werd losgelaten door middel van een pyrotechnische veer. De drie kleinere waren door middel van klampen bevestigd, waarvan de explosieve moeren werden opgeblazen om de sondes vrij te maken. Vervolgens draaiden de sondes 48x per minuut om hun as.

## Afdalingen

### Moederschip
Het moederschip zelf draaide eveneens 48x per minuut om zijn as en dook op 9 december onder een kleine hoek de dampkring van Venus in aan de dagzijde. Door de enorme wrijving duurde dit niet lang. Om 20.21.52 uur UTC bereikte hij de atmosfeer en verzond gegevens vanaf 200 km hoogte op een positie van 37,9° Z en 290,9° O. Ruim een minuut later, om 20.22.55 uur hielden de signalen op toen het moederschip verbrandde op een hoogte van 110 km.

### Grote atmosferische sonde"Sounder"

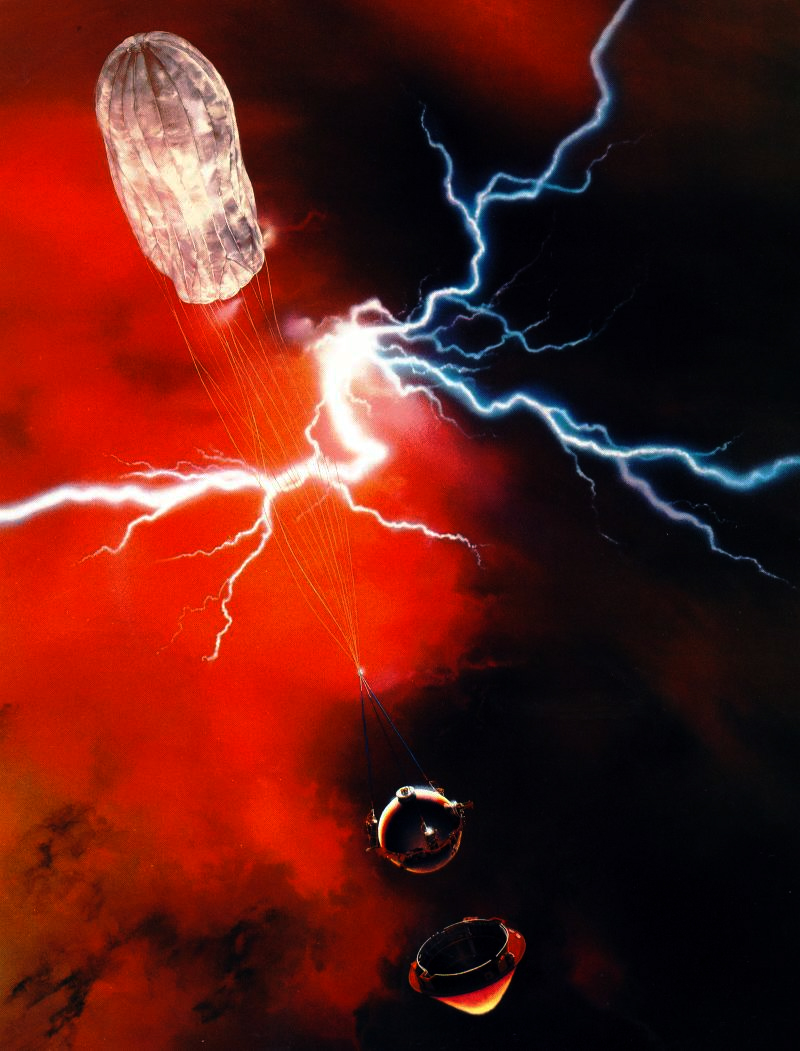
Sounder werpt het hitteschild af en ontplooit zijn parachute

Na loskoppeling op 16 november om 2.37.13 uur UTC begon deze op 9 december om 18.45.32 uur UTC vanaf een hoogte van 200 km aan de afdaling. Hierbij traden versnellingen op tot 300 g. Met een snelheid van 11,5 km/s dook het de Venusatmosfeer in. De instrumenten werden 16 minuten tevoren ingeschakeld. Vervolgens stootte Sounder op 67 km hoogte zijn hitteschild af. Na om 19.03.28 uur UTC een hoogte van 47 km te hebben bereikt, ontplooide de remparachute. Door de combinatie van luchtweerstand met parachute bedroeg de snelheid bij de inslag slechts 32 km/u. De uitzendingen stopten abrupt toen het toestel om 19.39.53 uur UTC tegen het Venusoppervlak te pletter sloeg op een positie van 4,4°N en 304°O.

### Sonde"North"
Van dit trio beet North de spits af. Nadat op 20 november om 13.06.29 uur UTC Pioneer Venus 2 hem losliet richtte hij zich op het toegewezen doelgebied. Dit waren de hogere breedtegraden aan de nachtzijde van Venus. De sonde activeerde zijn zender op 9 december om 18.32.55 uur UTC en dook ruim een kwartier later, om 18.49.40 uur UTC en op een hoogte van 200 km, de atmosfeer in. Na een afdaling die 53 minuten in beslag nam, sloeg North om 19.42.40 uur UTC tegen het Venusoppervlak te pletter. De inslagpositie was 59,3°N en 4,8°O.

### Sonde"Day"
Vervolgens was het de beurt aan Day. Deze was op de midden-zuidelijke breedtegraden aan de dagzijde geprogrammeerd en begon met het doorseinen van gegevens om 18.35.27 uur UTC, waarna om 18.52.18 uur UTC vanaf 200 km hoogte de afdaling een aanvang nam. Die nam 56 minuten in beslag, waarna de verkenner om 19.47.59 uur UTC op Venus insloeg op een positie van 31,3°Z en 317°O. Ruim 40 miljoen km verderop verbaasde de vluchtleiding zich dat de radioverbinding niet verbroken werd. Tegen alle verwachtingen in overleefde Day de inslag op Venus en bleef nog ruim een uur (67 min en 37 s) signalen uitzenden. Uiteindelijk bezweek Day onder de kokende hitte en omdat zijn accu uitgeput raakte.

### Sonde"Night"
De laatste van het drietal was eveneens op de midden-zuidelijke breedtegraden gericht, maar dan aan de nachtzijde. Night begon uit te zenden om 18.39.08 uur UTC en verdween om 18.56.13 uur UTC in het Venusiaanse wolkendek op 200 km hoogte. Ook deze afdaling duurde 56 minuten. Night overleefde twee seconden na de landing, nadat hij om 19.52.05 uur UTC insloeg op een positie 28,7°Z en 57,7°O.

## Wetenschappelijke resultaten
De afdalingen verliepen geheel volgens plan. Volgens de ontvangen gegevens bevatte de atmosfeer 97% koolstofdioxide (CO2), 1 à 3% moleculaire stikstof (N2) en 0,1 tot 0,4% waterdamp (H2O(g)). Verder bleek dat fijn oppervlaktestof pas een kwartier na landing neersloeg. Tussen 10 en 50 km hoogte vindt nauwelijks atmosferische convectie plaats. Op 30 km hoogte bevindt zich een heiige laag, met daaronder een relatief heldere lucht.
Gecombineerd met de resultaten van Pioneer Venus 1 leverde deze missie veel waardevolle gegevens over onze buurplaneet. Verder toonde NASA de altijd kritische Amerikaanse belastingbetaler dat ze, ook binnen een strak budget, zeer acceptabele resultaten boekte.